# …om änglar o sjakaler
…om änglar o sjakaler är ett musikalbum av Dan Hylander & Raj Montana Band, utgivet 1984. Konvolutets bilder är tagna med Mörby slottsruin i Uppland som fond. 

## Låtlista
1. Intro - (Dan Hylander)
2. Lycklig att leva - (Dan Hylander)
3. Skuggor i skymningen - (Dan Hylander)
4. Brunnen stad - (Dan Hylander)
5. Främlingars ögon - (Dan Hylander)
6. Morgon måste vakna - (Dan Hylander)
7. Svart kaffe - (Dan Hylander)
8. En dandys död - (Dan Hylander)
9. Liten syster - (Dan Hylander)
10. Och allt jag rymmer - (Dan Hylander)
11. Fjärran står hjulen stilla (Across the Universe) - (Lennon-McCartney, svensk text Dan Hylander)

## Raj Montana Band
- Dan Hylander - Sång
- Pelle Alsing - Trummor
- Ola Johansson - Bas
- David Carlson - Gitarr
- Hasse Olsson) - Orgel & piano
- Clarence Öfwerman - Piano

## Övriga medverkande musiker
- Py Bäckman
- Leif Lindvall
- Glen Myerscough
- Urban Agnas
- Sonja Bojadzijev
- Johan Stengård
- Åke Sundqvist
- Tomas Ledin
- Tommy Nilsson
- Ulrika Uhlin

## Listplaceringar
| Lista (1984-1985) | Topplacering |
| ----------------- | ------------ |
| Sverige           | 2            |